# Molka
Molka je priimek več znanih Slovencev:
- Lučka Molka (), pediatrinja
- Viktor Molka (1923—2010), arhitekt, Plečnikov študent, gledališki režiser in scenograf